# Falsafatuna
Falsafatuna (en árabe: فلسفتنا; Nuestra Filosofía) es un libro escrito por el clérigo y ulema iraquí Muhammad Baqir al-Sadr, el cual fue publicado en 1959. Es una crítica hacia la filosofía occidental, especialmente hacia el capitalismo y al socialismo, desde un punto de vista islámico. El libro está dedicado a la juventud secular en Irak, y fue escrito como respuesta ante el crecimiento de las ideas comunistas en el país.

## Detalles
La introducción del libro habla sobre las cuatro principales escuelas de pensamiento: capitalismo, comunismo, socialismo e Islam. Según Sadr, el sistema capitalista ''está desprovisto de la filosofía en la cual debe establecerse todo sistema social (...) es un sistema materialista, aun cuando no está basada en una filosofía materialista claramente esbozada"(10). El capitalismo crea grandes productores que constantemente necesitan de grandes mercados y nuevos países para vender sus productos. El individuo se siente responsable solamente de sí mismo y siente que ''está en una constante lucha, equipado con otras armas que no sean su poderes personales, y sin ningún propósito más que sus intereses personales."(14) Posteriormente, Sadr intenta explicar la filosofía y defectos que presenta la escuela de pensamiento marxista. Siente que Marx se acercó sociedad a través de una perspectiva materialista y buscaba resolver el problema de la injusta distribución de la riqueza, mediante la reconstrucción de la sociedad bajo líneas socialistas. Sadr dice que creó una sociedad en la que no hubiera razones por la que el individuo trabajara más de lo necesario, y que la ''economía comunista chocaba con la naturaleza humana actual.'' (16) Posteriormente explica cómo el islam reconcilia las motivaciones personales del ser humano con los intereses sociales, creando moral y ética. Los seres humanos tienen en cuenta estos valores en mente y ''se espera que evalúen todos los pasos a tomar (...) [de acuerdo a] la satisfacción de Dios.''(27)
La primera parte del libro es abordado bajo La Teoría del Conocimiento (epistemología). El primer capítulo explica la fuente del conocimiento humano. Sadr explica la teoría platónica de la reminiscencia, el racionalismo, el empirismo y finalmente la teoría de desposesión islámica. En ello, Sadr refuta la doctrina platónica sobre la base de que no está justificado el vínculo entre el alma existente anterior y el cuerpo. Apoyaba el racionalismo y dijo que "las ideas innatas existen potencialmente en el alma, y que ellas adquieren la cualidad de ser reales para el desarrollo e integración mental del alma.''(43) Sadr afirma que el empirismo no proporciona una explicación lógica sobre la causalidad, y que filósofos como George Berkeley y David Hume eran incapaces de dar explicaciones suficientes de la causalidad únicamente sobre la base de la percepción de los sentidos.
Posteriormente, Sadr explica la postura de la escuela de filosofía positivista y la etiqueta como una extensión de la escuela empírica, que refuta las proposiciones filosóficas llamándola ''sin sentido'', porque no están sujetas a la experiencia sensorial y están relacionadas más allá de la naturaleza (68). Explica que en este esfuerzo los positivistas se contradicen al tomar prestada una noción metafísica para destruir la idea de la metafísica.(69) Sadr admite hacia el final del capítulo que ''la filosofía [racionalista] ayuda al método empírico en la ciencia por medio de principios racionales y reglas que el científico emplea por el propósito de pasar de una experiencia directa a una ley científica general.''(71)